# Laderate
Die Laderate C beschreibt die Ladegeschwindigkeit eines Akkumulators und wird in der Einheit h−1 ausgedrückt.
Für die Elektrische Ladung {\displaystyle Q} und dem Strom {\displaystyle I_{max}} gilt {\displaystyle C={\frac {I_{max}}{Q}}},
für den Energieinhalt {\displaystyle E} und die Leistung {\displaystyle P_{max}} gilt {\displaystyle C={\frac {P_{max}}{E}}}.
Hat beispielsweise die Laderate C den Wert 2, kann der Akkumulator in einer 1/2 Stunde aufgeladen werden. Und hat beispielsweise die Laderate C den Wert 4, kann der Akkumulator in einer 1/4 Stunde aufgeladen werden.
Ebenso kann man daraus ablesen, dass ein Akkumulator, welcher die Energie von 100 kWh speichern kann und eine Laderate von C gleich 4 aufweist, in 15 Minuten mit einer Leistung von bis zu 400 kW geladen werden kann. Ebenso gilt, dass ein Akkumulator, welcher eine Energiemenge von 100 kWh gespeichert hat und eine Laderate von C gleich 1 aufweist, eine Stunde lang die Leistung von 100 kW liefern kann.

## Beispiele

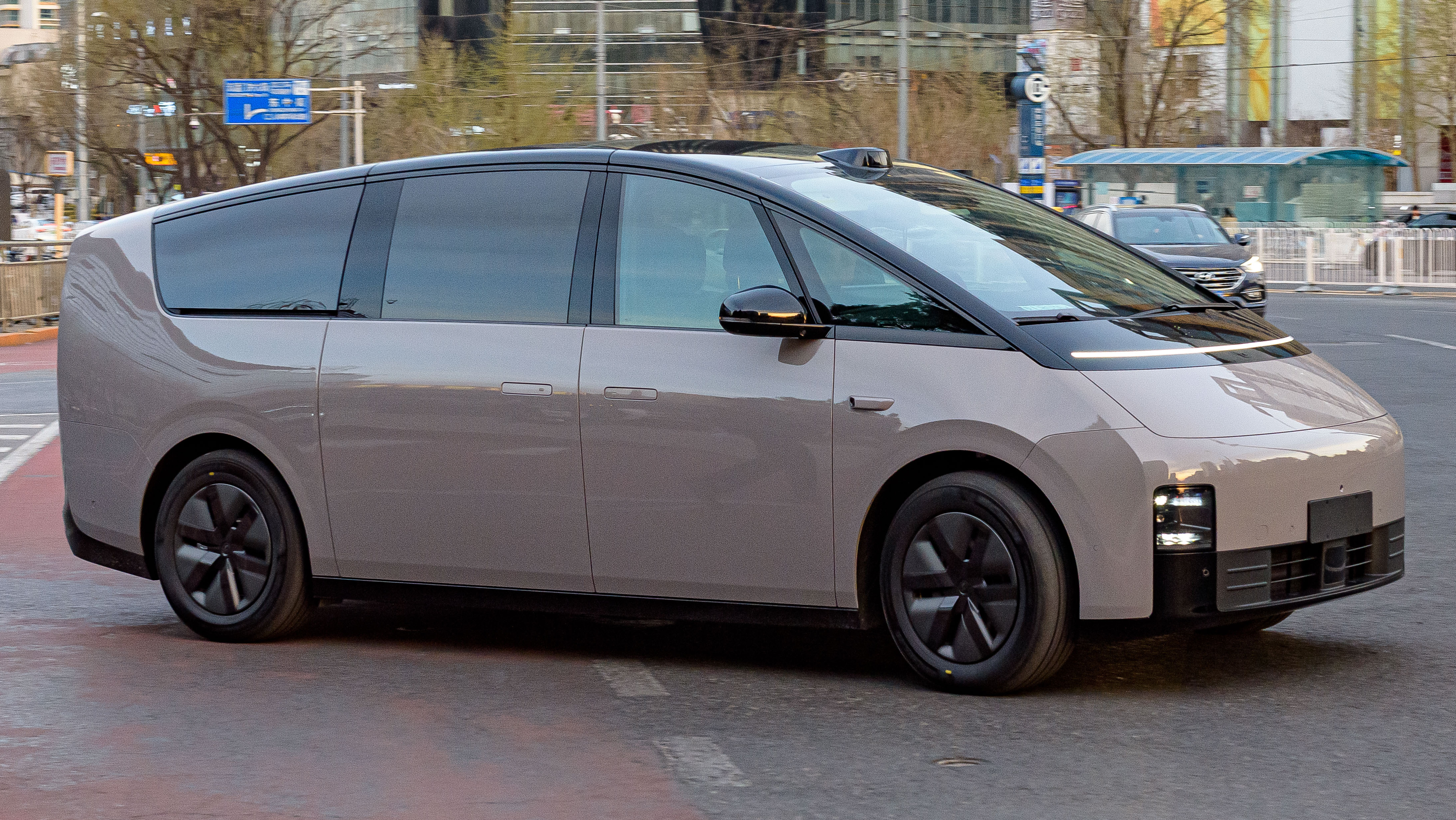
Li Mega, Laderate 5C, aufladen von 10 auf 80 Prozent in 10 Minuten

Antriebsakkumulatoren in Elektroautos wie der Shenxing und der Shenxing Plus von CATL haben die Laderate 4 h−1. Der Qilin-Akkumulator von CATL hat eine Laderate von 5 h−1. Sie wurde beispielsweise im Elektroauto Li Mega verbaut. Dadurch kann der Akku des Autos in 10 Minuten von 10 auf 80 Prozent aufgeladen werden. Der Akku des Autos kann eine Energiemenge von 102,7 kWh speichern und einen maximalen Ladeleistung von 535 kW.
Die G-Current-Batterie von Gotion hat eine Laderate von 5 C. Diese kann in 9,8 Minuten zu 80 Prozent aufgeladen werden. Ein Akku mit der Energiemenge von 80 kWh kann mit einer Leistung von maximal 400 kW geladen werden. Zeekr, eine Automarke von Geely, hat einen Lithium-Eisenphosphat-Akkumulator entwickelt, der die Laderate C von 4,5 h−1 hat. Der Akku wird im Auto Zeekr 007 verbaut. Im Zeekr 7X ist die Golden Battery von Zeekr verbaut. Diese hat eine Laderate von 5,5 C. Von 10 auf 80 Prozent kann in 9 Minuten und 45 Sekunden geladen werden. Svolt Energy hat den Akku Fengxing Short Blade Battery mit 6 C entwickelt. Der Akku soll in 8,5 Minuten von 10 auf 80 Prozent laden können. In der Formel E werden die Akkus der Rennwagen während des Boxenstopps mit 12 C geladen. Die Akkus können damit theoretisch in 5 Minuten aufgeladen werden.
Hat zum Beispiel ein Akkumulator die Kapazität Cap = 1 Ah und eine zulässige Laderate von C = 0,1 h−1, so kann der Ladestrom IL maximal 0,1 A betragen. Die Ladezeit ist der Kehrwert der Laderate und beträgt in diesem Beispiel 10 Stunden.
{\displaystyle I_{\mathrm {L} }=I_{\mathrm {max} }={Cap}\cdot {C}=1\,\mathrm {Ah} \cdot 0{,}1\,\mathrm {h} ^{-1}=0{,}1\,\mathrm {A} }

## Schreibweise
Die korrekte Schreibweise wäre z. B. C = 0,3 h−1. In der Literatur und auf den Akkumulatoren wird meist verkürzt einfach 0,3 C geschrieben. Ebenso 2C für C = 2 h−1 oder 3C für C = 3 h−1.

## Übersicht
| Laderate | Schreibweise   | Dauer bis zur vollständigen Ladung/Entladung | Leistung bei 100 kWh Akku | Leistung bei 50 kWh Akku |
| -------- | -------------- | -------------------------------------------- | ------------------------- | ------------------------ |
| 12       | 12C            | 1⁄12 Stunde = 5 Minuten                      | 1200 kW                   | 600 kW                   |
| 6        | 6C             | 1⁄6 Stunde = 10 Minuten                      | 600 kW                    | 300 kW                   |
| 5        | 5C             | 1⁄5 Stunde = 12 Minuten                      | 500 kW                    | 250 kW                   |
| 4        | 4C             | 1⁄4 Stunde = 15 Minuten                      | 400 kW                    | 200 kW                   |
| 3        | 3C             | 1⁄3 Stunde = 20 Minuten                      | 300 kW                    | 150 kW                   |
| 2        | 2C             | 1⁄2 Stunde = 30 Minuten                      | 200 kW                    | 100 kW                   |
| 1        | 1C             | 1 Stunde                                     | 100 kW                    | 50 kW                    |
| 0,5      | 0,5C oder C/2  | 2 Stunden                                    | 50 kW                     | 25 kW                    |
| 0,25     | 0,25C oder C/4 | 4 Stunden                                    | 25 kW                     | 12,5 kW                  |

## Klimatisierung des Akkumulators
Zu beachten ist, dass Akkumulatoren meist nur in einem bestimmten Temperaturbereich optimal arbeiten können. Deshalb muss ein Akkumulator in einem bestimmten Temperaturbereich gehalten werden, um maximale Ladeströme und Entladeströme verarbeiten zu können. Dabei sind sowohl zu niedrige Temperaturen als auch zu hohe Temperaturen durch Überhitzung problematisch. Deshalb wird meist bei Elektroautos vor dem Ladevorgang und auch während dem Ladevorgang der Akkumulator temperiert. Notfalls muss der Ladestrom gedrosselt werden, was zu längeren Ladezeiten führt.

## Ladezustand
Der Ladezustand eines Akkumulators hat Einfluss auf den maximalen Ladestrom. Ist der Akkumulator mehr als 80 Prozent geladen, muss der Ladestrom mehr und mehr gedrosselt werden, um eine Zerstörung des Akkumulators zu verhindern (Überladeschutz). Diese Drosselung übernimmt das Batteriemanagementsystem. Bei manchen Akkumulatoren kann es auch bei einem Ladestand von unterhalb von 10 Prozent problematisch sein, weshalb auch dort der Ladestrom gedrosselt werden muss. Den maximalen Ladestrom kann ein Akkumulator meist nur im Ladebereich von 0 bis 80 Prozent bzw. im Ladebereich von 10 bis 80 Prozent verarbeiten. Deshalb erfolgen Ladegeschwindigkeitsmessungen auch meist nur in diesem Bereich.